# 新北市立五峰國民中學
新北市立五峰國民中學（New Taipei Municipal Wu Feng Junior High School）是一所位於台灣新北市新店區的國民中學，前身為「台北市五省立中學新店聯合分部」，創立於1955年，由省立台北第一女子高級中學（現臺北市立第一女子高級中學）主辦。1964年更名為「臺北縣立五峰初級中學」，1968年再更名為「臺北縣立五峰國民中學」2004年、2005年、2006年連續三年都有國中基本學力測驗滿分之學生。

## 學區
大豐、大同、大鵬、忠孝、信義、寶安、明德、建國、國豐、新安、百和、仁愛、中正、復興、新德、寶興、張北、五峰、長春、忠誠、寶福、江陵、中山、和平、新生(9-26鄰)等里。

五峰國中、文山國中自由學區：中華、百福、福民、中央、美潭(16-20鄰)、福德、中興、百忍等里。

## 外部連結
- 新北市立五峰國民中學 （页面存档备份，存于）